# 劉光遠
劉光遠（1505年—？），字子旭，河南開封府杞縣民籍，宛平縣富戶人，明朝政治人物。

## 生平
嘉靖元年（1522年）壬午科河南鄉試第三十一名舉人。嘉靖二十九年（1550年）中式庚戌科會試第七十五名，登第三甲第一百六十七名進士。授山西翼城县知县，三十八年曾官山西佥事。

## 家族
曾祖劉鑑；祖父劉琮；父劉持敬，監生。母李氏；繼母李氏。永感下。弟李光迎（贡士）。